# Битка код Дрлупе
Битка код Дрлупе вођена у фебруару 1804. је била први већи сукоб у Првом српском устанку између српских устаника предвођених Карађорђем и дахија предвођених Анганлијом, који је важио за најпомирљивијег међу дахијама.

## Битка
Аганлија и око 400 јаничара је кренуло на састанак са Карађорђем под изговором да преговара, а у ствари да нападне устанике. Карађорђеву пратњу су чинили виђенији људи и најважнији команданти, док је Аганлијину пратњу чинило око 20 изабраних старијих Турака. Српски устаници су међутим одмах напали. Аганлија је рањен у ногу, док је Станоје Главаш рањен у главу. Окршај се окончао победом српских устаника и био је знак за општи устанак Срба против Турака.

## Последице
После битке устаници су се разишли по Шумадији и Карађорђе је успоставио чврсту сарадњу са устаничким командантима нахија Београдског пашалука. Дахије су се обратиле околним пашама за помоћ, али су их одбили сви осим Пазваноглуа, који је и сам био одметник. Аганлија се понижен вратио у Београд.